# St John’s Church (Port Ellen)

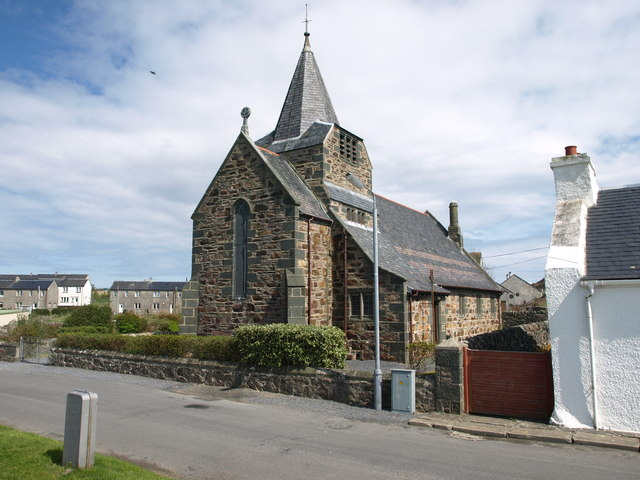
St John’s Church, Port Ellen

Die St John’s Church ist eine presbyterianische Kirche in der schottischen Stadt Port Ellen auf der Hebrideninsel Islay. Am 24. April 2003 wurde das Gebäude in die schottischen Denkmallisten in der Kategorie B aufgenommen und ist damit neben den Häusern Nr. 144 und 145 sowie dem Ardview Hotel eines von drei denkmalgeschützten Gebäude in der Straße Frederick Crescent. Als Pfarrhaus diente The Grange in der Lennox Street.

## Beschreibung
Das Kirchengebäude wurde in den Jahren 1897 und 1898 nach Plänen des Architekten Sydney Mitchell errichtet, der vier Jahre später Ramsay Hall zu Ehren von John Ramsay baute und für seine zahlreichen Kirchenbauten bekannt ist. Die gegenüberliegende Straßenseite ist unbebaut und nach einem kurzen Grünstreifen beginnt die Bucht Loch Leòdamais, um die sich Port Ellen schmiegt. Das Gebäude ist somit von der Wasserseite aus gut sichtbar und bildet einen markanten Kontrast zur Umgebung.
Das Gebäude wurde auf einer rechteckigen Grundfläche aus Bruchstein gebaut. Die Kanten und Teile der Fensterumrahmungen sind durch die Verwendung von schwarzem Stein farblich abgehoben. An der Westseite ist ein markanter Glockenturm mit spitzem Helm vorgelagert. Zu Drillingen gekuppelte Lanzettfenster flankieren das zweiflüglige Eingangsportal. Des Weiteren sind vier Sprossenfenster eingelassen. Die vier Achsen weiten Nord- und Südfassaden sind identisch mit je vier Sprossenfenstern gestaltet. Oberhalb der Kanzel an der Westseite ist ein Drillings-Lanzettfenster eingelassen.